# Lepisoreae
Lepisoreae es una tribu de helechos de la  subfamilia Polypodioideae, familia Polypodiaceae. Sus miembros se distinguen por exosporas gruesas y frondas monomórficas
Esta tribu contiene tres géneros.

## Géneros
- Belvisia
- Drymotaenium
- Lemmaphyllum